# Chaim Goodman-Strauss

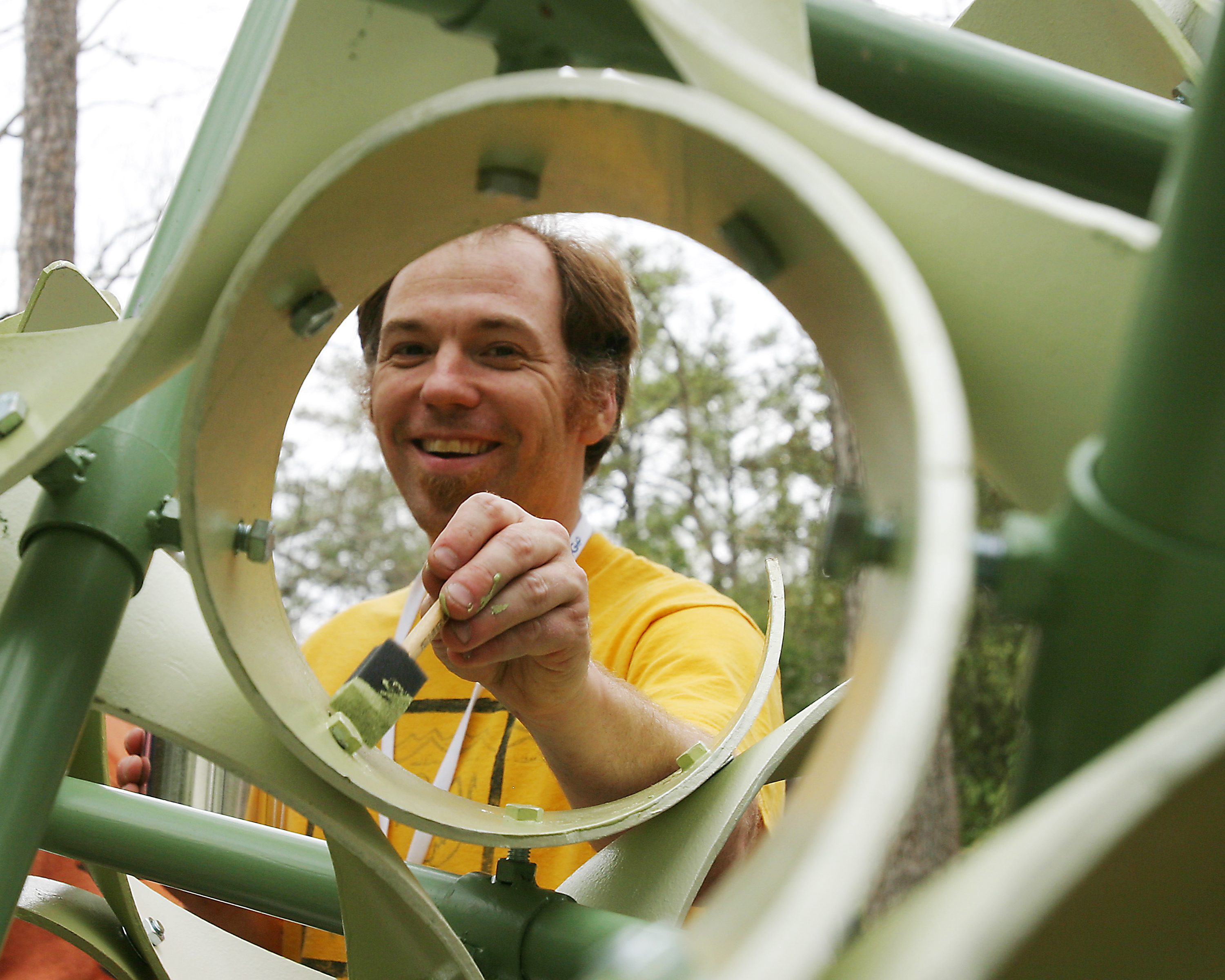
Chaim Goodman-Strauss montando uma escultura em Gathering 4 Gardner, Atlanta, GA, 2008.

Chaim Goodman-Strauss (Austin, 22 de junho de 1967) é um matemático estadunidense, que trabalha com geometria convexa, em especial mosaicos aperiódicos. É professor da Universidade do Arkansas e co-autor com John Conway de The Symmetries of Things, um livro abrangente que examina a teoria matemática dos padrões.

## Formação e carreira
Goodman-Strauss obteve o B.S. (1988) e Ph.D. (1994) em matemática na Universidade do Texas em Austin. Seu orientador foi John Edwin Luecke. Foi professor da Universidade do Arkansas (UA) em 1994 e foi chefe de departamento de 2008 a 2015. Foi professor visitante na Universidad Nacional Autónoma de México e na Universidade de Princeton.
Durante 1995 pesquisou no Geometry Center, um centro de pesquisa e ensino de matemática da Universidade de Minnesota, onde investigou mosaicos aperiódicos do plano.
Participou de uma palestra sobre o matemático Georg Cantor aos 17 anos e disse: "Eu já estava condenado a ser matemático, mas essa palestra selou meu destino". Ele se tornou um escritor e popularizador de matemática. De 2004 a 2012, em conjunto com a KUAF 91.3 FM, afiliada da National Public Radio (NPR) da Universidade do Arkansas, ele apresentou o "The Math Factor", um site de podcast sobre matemática recreativa. É um admirador de Martin Gardner e faz parte do Math & Science Advisory Council da Gathering 4 Gardner, uma organização que celebra o legado do famoso popularizador da matemática e colunista da Scientific American, e é particularmente ativo nos eventos associados da Celebration of Mind.

## Artista matemático
Em 2008, Goodman-Strauss se uniu a John Conway e Heidi Burgiel para escrever The Symmetries of Things, uma visão geral exaustiva e acessível ao leitor da teoria matemática dos padrões. Ele produziu centenas de imagens coloridas para este livro usando um programa desenvolvido por ele para esse fim. A Mathematical Association of America expressou: "A primeira coisa que se nota quando se pega uma cópia ... é que é um livro bonito ... cheio de lindas imagens coloridas ... muitas das quais foram geradas por Goodman-Strauss. Ao contrário de alguns livros que adicionam ilustrações para manter a atenção do leitor, as imagens são realmente essenciais para o tópico deste livro".
Ele também cria esculturas em grande escala inspiradas na matemática, e algumas delas foram apresentadas nas conferências Gathering 4 Gardner.

## Livros
- 2008 The symmetries of things (with John Conway and Heidi Burgiel). A. K. Peters, Wellesley, MA, 2008, ISBN 1568812205

## Artigos
- "Matching Rules and Substitution Tilings", Annals of Mathematics, Second Series, Vol 147, No. 1 (January 1998), pp. 181–223
- "A Small Aperiodic Set of Planar Tiles" European Journal of Combinatorics, Vol 20, Issue 5, (July 1999) pp. 375–384
- "Compass and Straightedge in the Poincaré Disk" American Mathematical Monthly 108 (January 2001) pp. 38–49
- "Can’t Decide? Undecide!" Notices of the American Mathematical Society 57 (March 2010) pp. 343–356
- "A strongly aperiodic set of tiles in the hyperbolic plane" Inventiones Mathematicae, Vol 159, issue 1, pp. 119–132
- "Lots of Aperiodic Sets of Tiles", to appear in Journal of Combinatorial Theory, Series A